# حسین توشه
حسین توشه (زادهٔ ۱ فروردین ۱۳۳۳ در بندر انزلی – درگذشت ۱۱ آذر ۱۴۰۳ در رشت) بازیگر تئاتر، سینما و تلویزیون اهل ایران بود.

## زندگی
او کار خود در تلویزیون را با بازی در نقش کوتاهی در سریال کوچک جنگلی به کارگردانی بهروز افخمی در دههٔ ۱۳۶۰ آغاز کرد و سپس با دنیای شیرین دریا به کارگردانی منوچهر شمسایی و بهروز بقایی به‌طور حرفه ای دنبال کرد و شناخته شد. بازی در مجموعه تلویزیونی پس از باران در سال ۱۳۷۹ نیز از جمله کارهای خاطره انگیز این بازیگر است. وی همچنین در سریال‌های محکومین، به رنگ خاک، تاراز، راه و بیراه، کیمیا به عنوان بازیگر حضور داشته است.

## درگذشت
سرانجام، حسین توشه در تاریخ ۱۱ آذر ۱۴۰۳، در سن ۷۰ سالگی در بیمارستان قائم شهر رشت درگذشت.

## فیلم‌شناسی
فهرست برخی از مجموعه‌های تلویزیونی و فیلم‌هایی که حسین توشه در آن‌ها به ایفای نقش پرداخته است:
- کوچک جنگلی
- دنیای شیرین دریا
- هدف سخت
- پس از باران
- خاکستر و باد
- جوانی
- خانه‌ای در تاریکی
- مزرعه کوچک
- حصیر سرد
- بچه‌های هور
- جابر بن حیان
- لبهٔ تاریکی
- مأمور بدرقه
- معمای شاه
- پایتخت (فصل ۱)
- روشنی صبحدم
- کودک و فرشته
- خانه‌ای روی تپه
- میکائیل
- کیمیا
- برادر
- گیله‌وا
- محکومین
- به رنگ خاک
- پرده‌نشین
- تاراز
- راه و بیراه
- دامنه‌های نعمت